# تأشير (حركة)

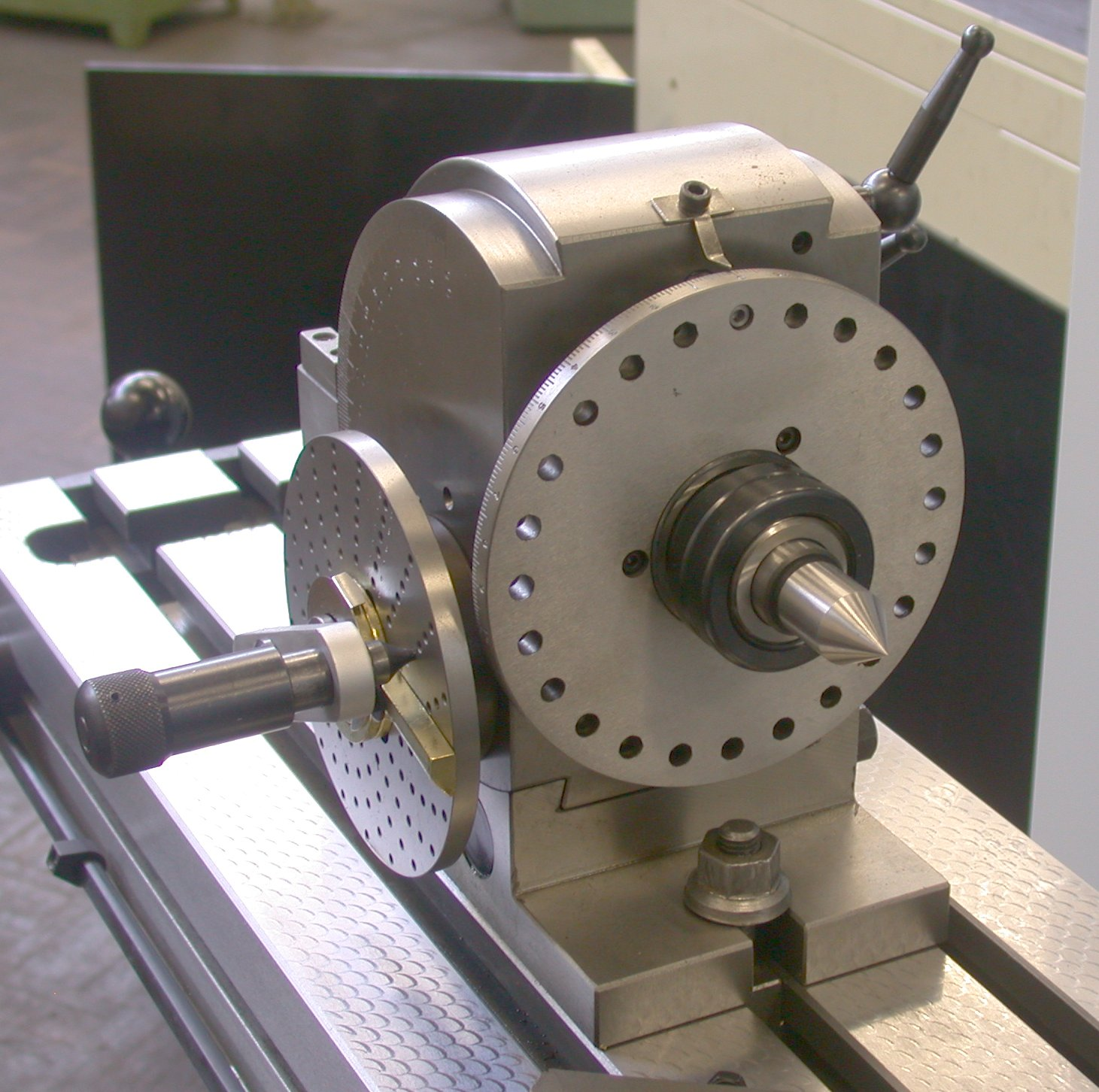

التأشير أو التقسيم (بالإنجليزية: indexing)‏ عندما يذكر فيما يخص الحركة هو الحركة (أو التحرك) إلى وضع أو موضع جديد بشكل سريع وسهل، ولكن دقيق. عند تأشير جزء من آلة، يكون موضعها الحديد محددًا بخطأ لا يتجاوز بضعة أجزاء من المئة من الميليمتر (أجزاء من الألف من الإنش)، أو حتى أقل من بضعة أجزاء من الألف من الميليمتر (أجزاء من العشرة آلاف من الإنش)، رغم حقيقة عدم الحاجة لإجراء عملية قياس خاصة للوصول إلى ذلك الموضع. فيما يخص أدوات القطع متعددة الحواف، التأشير هو عملية تبديل حافة القطع المستخدمة. التأشير نوع ضروري من الحركة في العديد من التطبيقات في هندسة الميكانيكا وآلات التشغيل. يقال عن الشيء الذي يؤشر أو يمكن أن يؤشَّر له إنه قابل للتأشير.
عند استخدام كلمة التأشير عادةً، فإنها تشير تحديدًا إلى التدوير. وذلك أن التأشير غالبًا ما يكون التدوير السريع والسهل والدقيق لجزء من الآلة لعدد درجات معين معروف. مثلًا، يذكر في كتاب آلات التشغيل، الطبعة 25، في قسم تأشير آلات التفريز: «وضع مشغولة عند زاوية محددة أو قطع دوراني لعملية تشغيل يدعى التأشير». بالإضافة إلى هذا المعنى التقليدي للكلمة، يشار أحيانًا إلى إبدال قطعة بأخرى، أو حركات أخرى متحكم بها، باسم التأشير، حتى عندما لا تتضمن الحالة دورانًا.

## أمثلة من الحياة اليومية
هناك العديد من الأمثلة الحياتية للتأشير، والتي يمكن للعامة (غير المهندسين وغير مشغلي الآلات) أن يجدوها في حياتهم اليومية. لا تدعى هذه الحركات دائمًا باسم التأشير، ولكن جوهر الفكرة مشابه بشكل كبير:
- حركة شفرة مشرط، والتي لها عادةً مواضع متقطعة محددة (مسحوب بالكامل، ربع ظاهر، نصف ظاهر، ¾ ظاهر، ظاهر بشكل كامل).
- تأشير أسطوانة مسدس دوار مع كل إطلاق نار.

## تطبيقات في التصنيع
التأشير أساسي في التصنيع، وخاصةً في الإنتاج بالجملة، حيث يجب تكرار دورة محددة من الحركات بشكل سريع وسهل -ولكن دقيق- لكل قطعة تبادلية تصنع. لولا القدرة على التأشير لكان يجب إجراء كل التصنيع بشكل مهني يدوي، وسيكون للقطع التبادلية كلفة مرتفعة للقطعة بسبب الوقت والمهارة المطلوبين لإنتاج كل قطعة. في الحقيقة فإن تطور التكنولوجيات الحديثة اعتمد على تغيير الأساليب من اليدوية (يتحكم في مسار الأداة عامل ماهر) إلى القدرة على التحكم بمسار الأداة من خلال التأشير. من الأمثلة الأساسية على هذا الموضوع تطور المخرطة البرجية، والتي يؤشر البرج فيها مواضع الأدوات، الواحدة تلو الأخرى، للسماح بانتقال الأدوات المتعاقبة لتأخذ مكانها، وتقطع في أماكن محسوبة بدقة، ثم تفسح المجال للأداة التالية.

### كيفية تحقيق التأشير في التصنيع
نحصل على قدرة التأشير من خلال إحدى طريقتين رئيسيتين: مع تقانة المعلومات أو بدونها.

#### التوجيه الفيزيائي دون مساعدة تكنولوجيا المعلومات
كان التوجيه الفيزيائي دون تكنولوجيا المعلومات الطريقة الأولى المستخدمة لتوفير القدرة على التأشير، عن طريق وسائل ميكانيكية صرفة. سمح ذلك بتقدم الثورة الصناعية وصولًا إلى عصر الآلة. تحقق ذلك عن طريق الملزمة والمثبتات وقطع آلات التشغيل وملحقاتها، والتي تتحكم بمسار الأداة عن طريق طبيعة شكلها، مع حد المسار من حيث الحركة فيزيائيًّا. من الأمثلة القديمة التي طورت حتى الاكتمال قبل ظهور حقبة تكنولوجيا المعلومات: مثبت المثقب، برج الأدوات في المخرطة البرجية اليدوية، رؤوس التأشير (أو رؤوس التقسيم) لأدوات التفريز اليدوية، الطاولات الدوارة والملازم المختلفة المستخدمة للتأشير والقطع الأبسط والأقل كلفةً من رؤوس التقسيم، وتؤدي دورها بشكل حيد في معظم حاجات التأشير في الورشات الصغيرة. رغم أن رؤوس التقسيم في حقبة ما قبل آلات التشغيل المتحكم بها بواسطة الحاسوب (سي إن سي) أغلبها لم تعد مستخدمة في التصنيع التجاري، فإن مبدأ التأشير الميكانيكي الصرف لا زال جزءًا حيويًّا من التكنولوجيا الحالية، فيما يخص تكنلوجيا المعلومات، حتى أنه طُور ليشمل الاستخدامات الأحدث، كتأشير حاملات الأدوات في آلات تفريز الرقمية (سي إن سي) أو أقلام القطع القابلة للتأشير، التي يسمح حجمها وشكلها المتحكم بهما بدقة لها بالدوران أو التبديل السريع دون تغيير الشكل الكلي للأداة.

#### التوجيه الفيزيائي بمساعدة تكنولوجيا المعلومات
طور التوجيه الفيزيائي بمساعدة تكنولوجيا المعلومات (مثلًا عن طريق التحكم الرقمي سي إن أو التحكم الرقمي بمساعدة الحاسوب سي إن سي أو العلوم الروبوتية) منذ حقبة الحرب العالمية الثانية وهو يستخدم الآليات المنظمة (السيرفو) الكهروميكانيكية والكهروهيدروليكية لترجمة المعلومات الرقمية إلى تحكم في الموضع. تحد هذه الأنظمة أيضًا في النهاية مسار الحركة فيزيائيًّا، كما تفعل المثبتات والأدوات الميكانيكية الأخرى: ولكنها لا تفعل ذلك ببساطة عن طريق أشكالها، بل عن طريق تبادل المعلومات.